# Sarbazan
Sarbazan è un comune francese di 1 111 abitanti situato nel dipartimento delle Landes nella regione della Nuova Aquitania.

## Società

### Evoluzione demografica
Abitanti censiti